# 梅当城堡

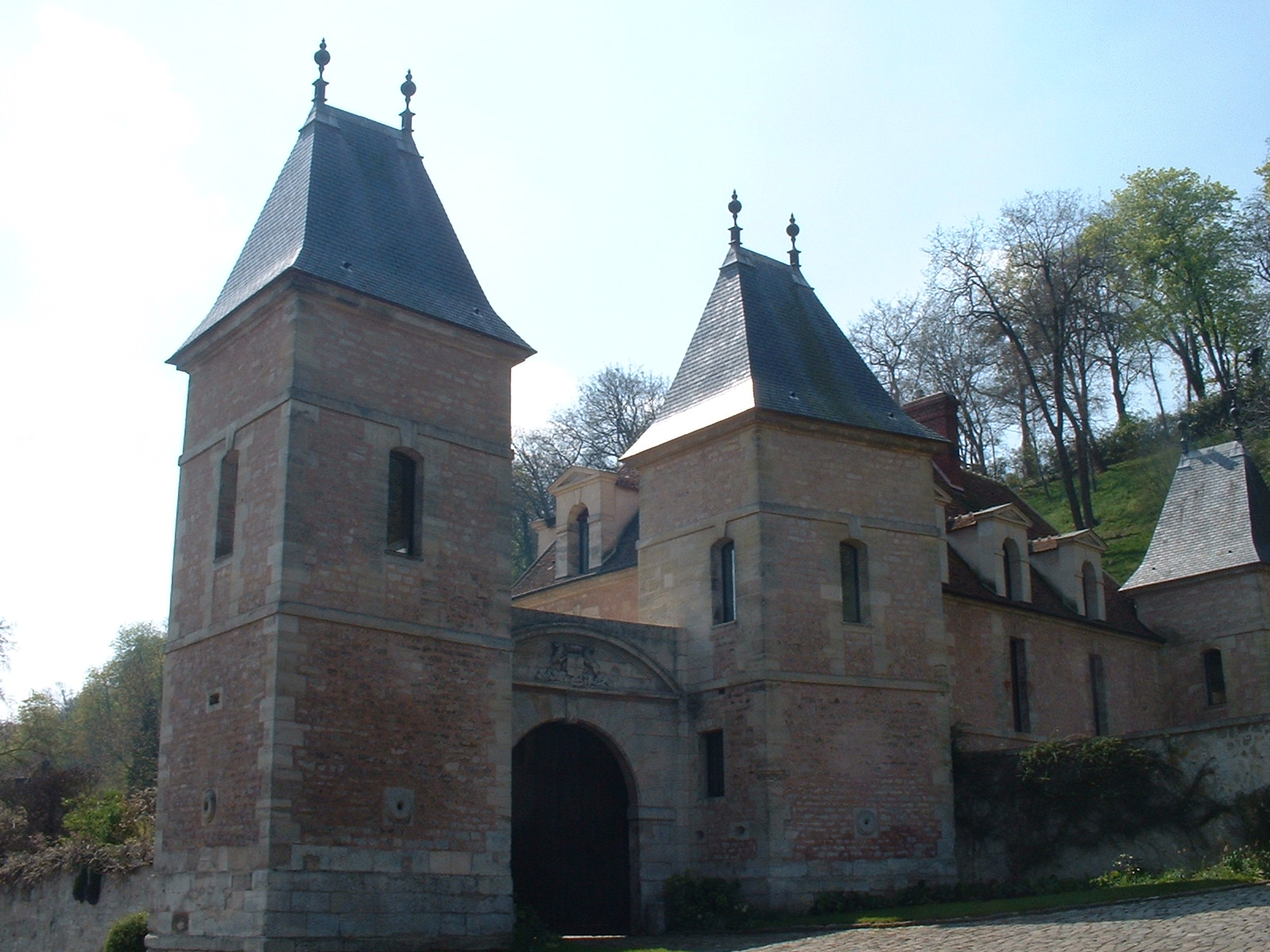

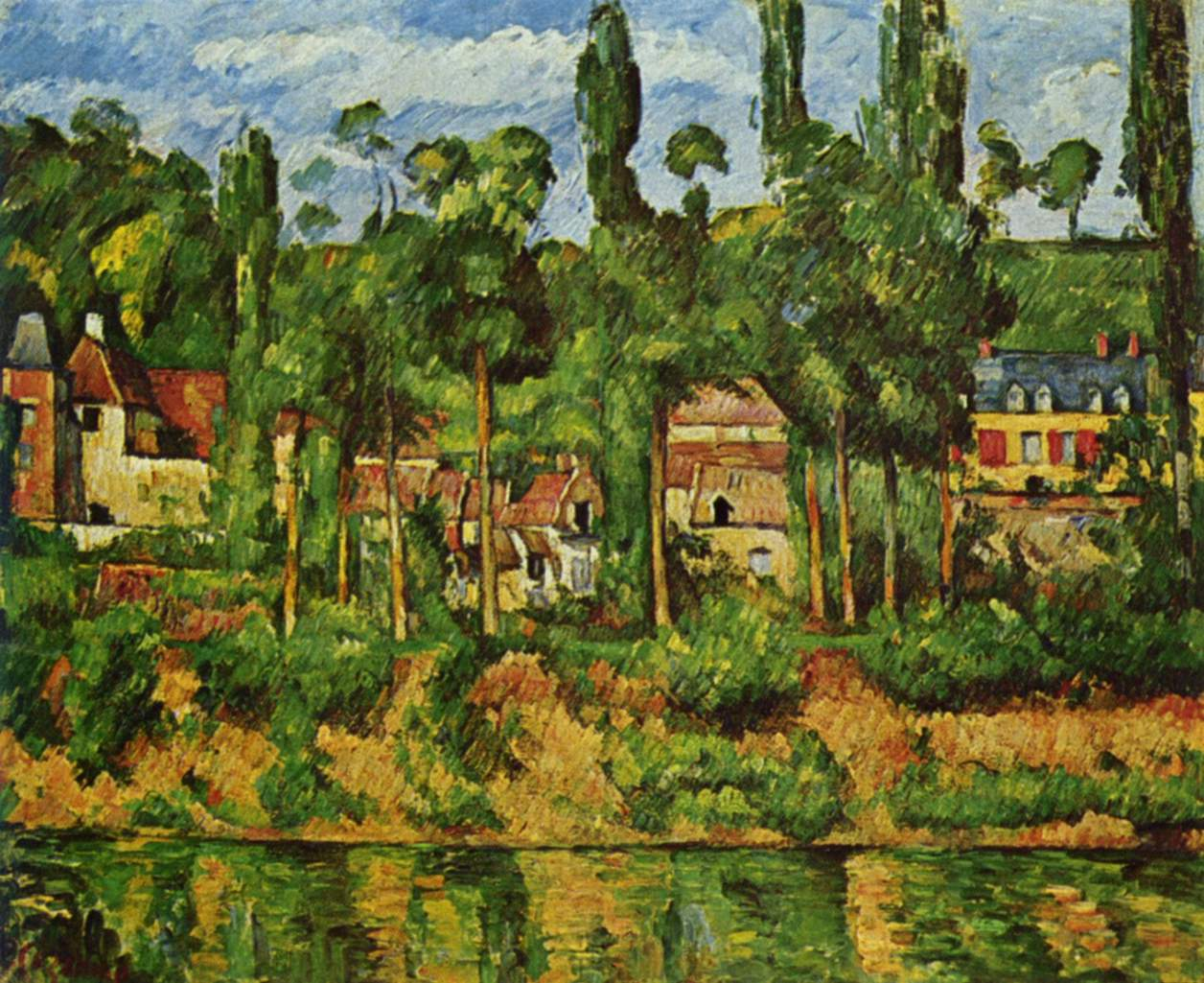
梅当城堡，保罗·塞尚（藏于格拉斯哥美术馆）

梅当城堡（château de Médan）是法国的一座城堡，位于法兰西岛大区伊夫林省梅当。

## 历史
梅当城堡的历史可追溯到十五世纪末的狩猎小屋。16世纪，改建为佩德里尔家族的城堡。由于佩内特·佩德里尔与让·布里农一世结婚，而归属布里农家族。比埃尔·德·龙沙的赞助人让·布里农二世就住在这里，七星詩社的诗人比埃尔·德·龙沙、约阿希姆·杜·贝莱和让-安托万·德巴伊夫经常来到城堡，前来打猎和写诗。
后来，亨利四世来此打猎，留在这里。他的宫廷侍卫长让·布尔丁在1635年左右建立了庄园。    
城堡在18世纪进行了扩建。在1750年至1777年间，吉尔伯特家族增建了一座长长的楼房，俯瞰山谷。1873年由达尔玛斯男爵重建。最后一位领主在1793年11月15日法国大革命期间上了断头台，他的土地和城堡也被卖掉。
莫里斯·梅特林克，1911年诺贝尔文学奖得主，从1924年一直住在梅当城堡。在这里，他写了《白蚁的生命》（La Vie des Termites）和《玻璃蜘蛛》（L’Araignée de verre）。1949年，他的妻子抛弃了这座城堡，这座城堡在1956年被大火烧毁并废弃。   
1962年，《战斗报》搬到这里，直到1974年破产。1977年在拍卖会上售出，处于废弃状态。今天，城堡已由目前的业主修复，为私人产业，参观需要预约。  
保罗·塞尚画了三幅关于梅当城堡的画作。
自1926年起，这座城堡列为法国历史古迹。